# هجوم سهول مسكنة
هجوم سهول مسكنة كان عملية للجيش السوري ضد معاقل تنظيم الدولة الإسلامية (داعش) المتبقية في الريف الشرقي من محافظة حلب، بهدف استعادة سهول مسكنة من داعش والمضي قدمًا في محافظة الرقة.

## خلفية
في الفترة ما بين يناير وأبريل 2017، شن الجيش السوري هجومًا شهد سيطرته على مدينة دير حافر، وبلدتي تادف والخفسة، وما يقرب من 250 قرية من داعش. وتمكنوا أيضًا من قطع الطريق أمام الجيش التركي من التقدم أكثر داخل سوريا وتأمين إمدادات المياه إلى حلب. وقد أوقف الهجوم في مطلع أبريل، إثر مجرد السيطرة على قاعدة الجراح الجوية، بعد إعادة توجيه القوات الحكومية لصد هجوم شنه المتمردون على حماة. ثم استأنف عملياته إلى أن سيطر الجيش على بلدة مسكنة 